# قرار مجلس الأمن التابع للأمم المتحدة رقم 921
قرار مجلس الأمن التابع للأمم المتحدة رقم 921، المتخذ بالإجماع في 26 أيار / مايو 1994، بعد النظر في تقرير الأمين العام بطرس بطرس غالي بشأن قوة الأمم المتحدة لمراقبة فض الاشتباك، أشار المجلس إلى جهوده لإحلال سلام دائم وعادل في الشرق الأوسط.
دعا القرار الأطراف المعنية إلى التنفيذ الفوري للقرار 338 (1973)، وجدد ولاية قوة المراقبة لمدة ستة أشهر أخرى حتى 30 نوفمبر 1994، وطلب من الأمين العام تقديم تقرير عن الوضع في نهاية تلك الفترة.

## روابط خارجية
- نص القرار في undocs.org